# 中国国货运动
中国国货运动又稱国货运动，是20世紀上半葉中華民國境內的提倡購買國貨的運動。中国国货运动在20世紀30年代初的九一八事件前後達到高潮。

## 背景
20世紀初，張謇等人倡导发展实业、实业救国。此時隨著一系列反帝國主義以及爱国运动的兴起，許多青年学生、民族工商业者发起的抵制洋货运动迅速转变为支持国货的运动。許多国货团体成立，並得到政府的支持。這些国货团体又進一步推動国货运动的開展。

## 活動
1915年，群眾為反对二十一条而發起“抵制日货，提倡国货”运动。
1930年11月，全国工商会议召开，會議提到要提倡和发展国货。

### 上海
1911年12月，上海成立中华国货维持会，以“提倡国货，发展实业，改进工艺，扩大贸易”为宗旨。此後各地仿效上海成立提倡销售和生产国货的团体。
1923年，中华国货维持会开设国货公司。1926年，国货维持会名誉会董匡仲谋建成占地24亩的蓬莱国货市场，宣传推广国货。
1927年，由三友实业社、五洲固本皂药厂、家庭工业社、冠生园食品厂、天厨味精厂、中国化学工业社等企业发起成立上海机制国货工厂联合会，並要求政府迅速制定国货奖励办法。
1928年，国民政府在上海煤屑路（今国货路）举办全国性的中华国货展览会，展出各地生产的纱布、绸缎、日用品、土特产品、工艺品等商品。
1932年9月18日，為纪念九一八事变一周年，中国化学工业社、三友实业社、华福制帽厂、五和织造厂、美亚织绸厂等联合组成九厂国货临时联合商场，在上海南京路举行廉价销售八天的活动。1933年2月，由方液仙任董事长兼总经理，李康年任副经理的中国国货公司开张。
1933年，當年被定为国货年。同年底，上海市商会、上海市地方协会、妇女节制会、妇女提倡国货会、中华国货产销会五团体召开联席会议，定1934年为“妇女国货年”，并于1934年元旦举行一次国货游行。1935年又定为学生国货年。
1937年4月，中国国货联合营业股份有限公司成立，王性尧担任副经理。

### 北平
1931年，北平基督教青年会为提倡国货，发起国货展览会，展期共五天。1932年，北平基督教女青年会举办国货家庭展览会。

### 漢口
九一八事變後，中國國民黨漢口特別市黨部發起汉口市国货运动委员会。1934年，中国国民党汉口市党部与有关部门發起提倡国货、抵制日货运动，舉辦国货宣传周，市黨部同時改组汉口市国货运动委员会。1月，中国国民党汉口市党部舉辦提倡國貨宣傳周，通過演讲、表演等宣传方式，鼓动市民购买国货。3月，中国国民党汉口市党部举办20余天的国货流动展览会，参观市民达50万人次。中国国民党汉口市党部又举办宣传游艺大会、妇女国货时装表演会、中小学生提倡国货讲演会、国货广告灯彩游行大会等。中国国民党汉口市党部、汉口市国货运动委员会又推动商界在汉口设立中华国货商场、新市场国货商场。5月，中国国民党汉口市党部组织为期7天的学生国货扩大宣传周，中国国民党汉口市党部主要负责人胡国亭、陈乐三等親自出面宣传国货。